# Club Agropecuario Argentino
Il Club Agropecuario Argentino, o semplicemente Agropecuario, è una società calcistica argentina con sede nella città di Carlos Casares, nell'area metropolitana della Grande Buenos Aires. Milita nella Primera B Nacional, la seconda serie del calcio argentino.

## Storia
Il club è stato fondato il 23 agosto 2011 e si tratta di una delle più giovani società affiliate all'AFA.
Nel 2012 ha partecipato al Torneo Argentino A, venendo eliminato dal C.A. French. L'anno successivo è terminato sesto nel Torneo Argentino B. Il Club ha debuttato nel Torneo Federal B (quarta divisione) nel 2014, venendo sconfitto dalla Juve Pergamino e di conseguenza eliminato dalla competizione.
Nel 2016 è stato promosso nel Torneo Federal A dopo aver sconfitto agli shoot-out il San Martín (F).
La stagione successiva viene promosso in Primera B Nacional dopo aver vinto il campionato di terza divisione. Con soli 6 anni di esistenza si tratta del più giovane club ad approdare nella seconda serie argentina, battendo il precedente record del Crucero (M) (9 anni nel 2012).

## Rosa 2021-2022
| N. |                      | Ruolo | Calciatore         |
| -- | -------------------- | ----- | ------------------ |
|    | Argentina (bandiera) | P     | Darío Sand         |
|    | Argentina (bandiera) | P     | Germán Salort      |
|    | Argentina (bandiera) | P     | Agustín Alastra    |
|    | Argentina (bandiera) | D     | Ezequiel Parnisari |
|    | Argentina (bandiera) | D     | Federico Rosso     |
|    | Argentina (bandiera) | D     | Juan Ignacio Díaz  |
|    | Argentina (bandiera) | D     | Agustín Alles      |
|    | Argentina (bandiera) | D     | Gabriel Lazarte    |
|    | Argentina (bandiera) | D     | Nicolás Dematei    |
|    | Argentina (bandiera) | D     | Nahuel Menéndez    |
|    | Argentina (bandiera) | D     | Mauricio Rosales   |
|    | Argentina (bandiera) | D     | Lucas Vesco        |
|    | Argentina (bandiera) | D     | Pablo Rosales      |
|    | Argentina (bandiera) | C     | Edgardo Maldonado  |
|    | Argentina (bandiera) | C     | Julián Campestrini |

| N. |                      | Ruolo | Calciatore       |
| -- | -------------------- | ----- | ---------------- |
|    | Argentina (bandiera) | C     | Andrés Ayala     |
|    | Argentina (bandiera) | C     | Fernando Juárez  |
|    | Argentina (bandiera) | C     | Gonzálo Ríos     |
|    | Argentina (bandiera) | C     | Alejo Montero    |
|    | Argentina (bandiera) | C     | Renso Pérez      |
|    | Argentina (bandiera) | C     | Jonathan Farías  |
|    | Argentina (bandiera) | C     | Arnaldo González |
|    | Argentina (bandiera) | C     | Braian Álvarez   |
|    | Argentina (bandiera) | C     | Emanuel Dening   |
|    | Argentina (bandiera) | C     | Alejandro Melo   |
|    | Argentina (bandiera) | A     | Jonás Romero     |
|    | Argentina (bandiera) | A     | Brian Blando     |
|    | Argentina (bandiera) | A     | Federico Vietto  |
|    | Argentina (bandiera) | A     | Gonzalo Urquijo  |
|    | Argentina (bandiera) | A     | Gerónimo Núñez   |

## Palmarès

### Competizioni nazionali
- Torneo Federal A: 1

2016-2017